# Пам'ятник бійцям Першої кінної армії
Колишній радянський пропагандистський пам'ятник бійцям Першої кінної армії, що існував з 21 грудня 1975 до травня 2017 на високому пагорбі над дорогою Київ-Чоп між смт Олеськом та селом Хватів.

## Опис
Авторами новаторського в той час скульптурного рішення були львівські скульптори — народний художник УРСР Валентин Борисенко та Казимир Маєвський, заслужений архітектор УРСР — Анатолій Консулов, конструктор — Г. Шевчук.
Виконаний силами робітників львівської експериментальної кераміко-скульптурної фабрики та міжобласної науково-реставраційної майстерні. Монумент вважався одним з найкращих у цілому СРСР, а його творці — Валентин Борисенко та Анатолій Консулов у 1978 році отримали за цей пам'ятник Шевченківську премію.
Скульптурну композицію утворювали два будьонівці, котрі на шалених конях мчать вперед, при цьому передній вершник обернений назад з сурмою біля уст. Експресивні фігури коней зображені в динаміці, складаючи для глядача враження, неначе вони от-от відірвуться від пагорбу. Загальні розміри монумента досягнули 27 метрів. Його було розміщено на пагорбі над шосе Львів-Київ-Москва, на місці, де була братська могила бійців Першої Кінної армії, які полягли тут у 1920 році під час збройної інтервенції більшовиків в Україну. Уночі їх освітлювали прожекторами, а знизу була мармурова стела, на якій лежали шапка, шабля та розміщувався латунний напис. Поблизу була облаштована стоянка для машин, щоб туристи мали місце для зупинки. Під самим пам'ятником проходила викладена з плитки доріжка.

## Історія
Зі здобуттям Україною незалежності пам'ятник втратив своє значення в ідеологічному аспекті. Демонтовувати його не стали, проте й дбати не збиралися. Як наслідок, першою зникла плитка з-під доріжки під вершниками. Згодом, вкрали мармурову стелу з шаблею, а прожектори повиривали разом з землею.
У 2000-х роках прийшла черга металу.
У травні 2017 року відбувся демонтаж металевого каркаса і пам'ятник прибрали, відповідно до закону про «декомунізацію».

## Галерея

Вид на трасу Київ-Львів від пам'ятника
Пам'ятник у 2008 році
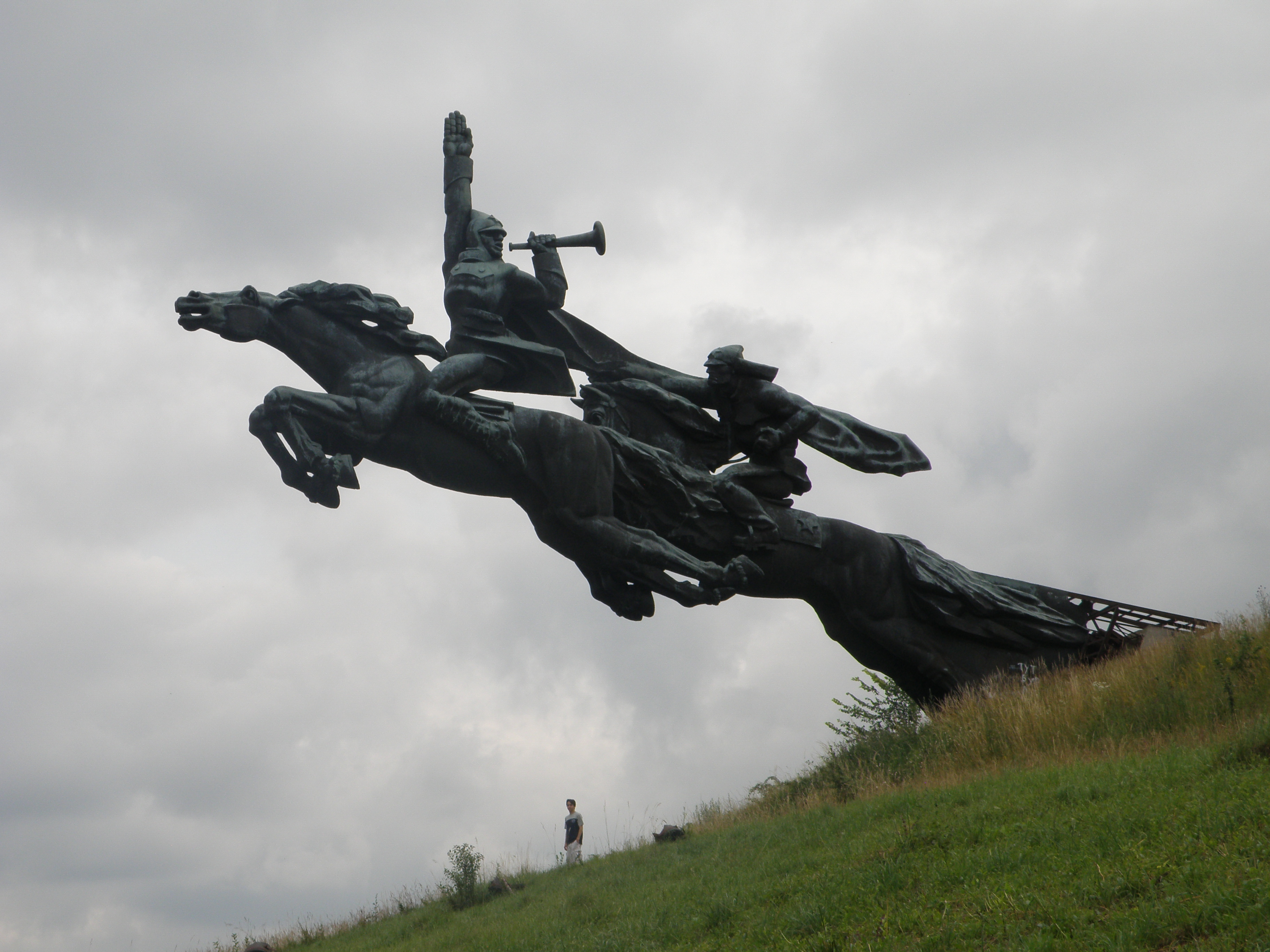
Пам'ятник у 2009 році
Пам'ятник після зняття мідного карбування. 2016 рік.
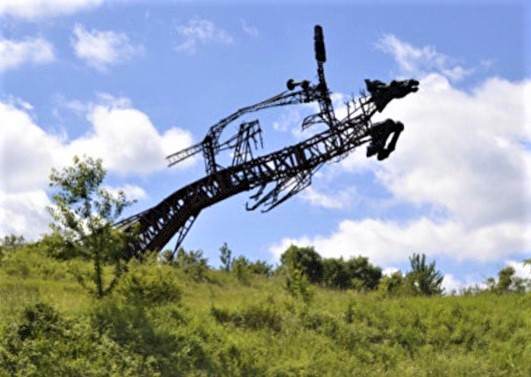
Залишки пам'ятника перед зносом. Квітень 2017 року.